# Abaciscus lutosus
Abaciscus lutosus là một loài bướm đêm thuộc họ Geometridae. Nó được Holloway miêu tả năm 1993. Loài này có ở Borneo.
Sải cánh dài khoảng 16 mm. Con trưởng thành được tìm thấy ở rừng thấp và rừng vùng núi.